# بياتريس هان
بياتريس هاهن (وُلدت في 13 فبراير 1955 في ميونخ بألمانيا) هي عالمة فيروسات أمريكية وباحثة في الهندسة الطبية. كما أن بياتريس أستاذة في الميكروبيولوجي في كلية بيرلمان للطب في جامعة بنسيلفانيا. في نوفمبر 2002، صنفت مجلة ديسكفر هان واحدة من أهم العالمات النساء في ذاك الوقت.
اكتشفت هان أن فيروس نقص المناعة البشرية (HIV) نشأ في الرئيسيات الأخرى وانتقل إلى البشر. أثبتت هان ومجموعة أبحاثها أن قردة الشمبانزي الحية في جنوب الكاميرون كانت مستودعا طبيعيا لفيروسات نقص المناعة البشرية. طورت تقنيات غير جراحية لجمع البيانات الجينية من خلال إجراء مقارنات جينية بين فيروس نقص المناعة البشرية -1 ووجدوت أن الفيروسات قد اجتازت بين البشر وأنواع الرئيسيات غير البشرية من خلال اتصالات متعددة. نتج فيروس نقص المناعة البشرية عن العدوى بين الأنواع، حيث ينتقل فيروس الإيدز من الشمبانزي (SIVcpz) والغوريلا إلى البشر. قرر هان لاحقًا أن طفيل الملاريا قد انتقل أيضًا من القرود الأخرى إلى البشر، في حدث واحد.

## النشأة والتعليم
ولدت بياتريس هان في ميونيخ بألمانيا في 13 فبراير 1955.  بدأ شغفها بالطب في سن مبكرة، حيث تأثرت إلى حد كبير بوالدها الذي كان طبيبًا مميزًا في الرعاية الأولية. بدأ والدها ممارسة الطب في ريف بافاريا، حيث كان من أوائل الأطباء في المنطقة الذين يستخدمون جهاز الأشعة السينية لغرض التشخيص. سمح لها والدها باستخدام بعض معداته الطبية أثناء نشأتها، وكانت مفتونة بدراسة شرائح البول تحت المجهر وتعلم سحب الدم. ألهم شغفه وتفانيه في حياته المهنية بياتريس إلى حد كبير، ووضعت نصب عينيها لتصبح طبيبة بمجرد أن بدأت تعليمها.
غادرت هان منزلها للالتحاق بكلية الطب في جامعة( ميونيخ التقنية، ميونيخ، ألمانيا، حيث حصلت على درجة الدكتوراه في الطب عام 1981. عملت كمتدربة في جامعة لودفيج ماكسيميليان في ميونيخ من 1981 إلى 1982.  حصلت على دكتوراه في الطب من جامعة ميونخ التقنية عام 1982.
تأثرت أطروحة الدكتوراه في نشأتها وطفولتها المبكرة.  تذكر هان رعي الأبقار وحلبها عندما كانت طفلة. تفكّرت هان في كيفية تكامل دور الماشية في ريف بافاريا، وتساءلت عما إذا كانت العلاقة الوثيقة بين الناس والماشية يمكن أن تضر بالبشر، من خلال التعرض لفيروس البقر. ركزت أطروحتها على وجه التحديد على فيروس اللوكيميا البقري، وهو مرض خطير للغاية في الماشية، والذي يرتبط ارتباطًا وثيقًا بفيروس الورم البشري HTLV-1. تواصل هان لاحقًا بحثها واهتمامها بتداعيات الصحة العامة للتواصل بين الحيوانات والإنسان في بحثها عن الأمراض الحيوانية المنشأ.

## مسار مهني مسار وظيفي
بعد التخرج، بدأت هان حياتها المهنية مع زمالة من مؤسسة العلوم الألمانية في معهد روبرت جالو الوطني للسرطان في بيثيسدا بولاية ماريلاند. قررت مغادرة ألمانيا لأنها تعتقد أنها ستتاح لها فرص أفضل للبحث والتمويل في الولايات المتحدة.  في عام 1985، انضمت إلى كلية جامعة ألاباما في برمنغهام وأسست مختبرها الخاص.  كانت مديرة مشاركة لمركز أبحاث الإيدز بجامعة الدول العربية من 2003 إلى 2011. في عام 2011، انضمت هان إلى كلية مدرسة بيرلمان للطب في جامعة بنسلفانيا مع زوجها وشريكها البحثي جورج شو.   عملت هان وشو أيضًا في مؤسسة بين ميديسين، وهو اتحاد متعدد المؤسسات.  هان هو الباحث الرئيسي لفريق علم الأحياء الفيروسي التابع لـPenn Medicine.  بالإضافة إلى عملها في الجامعات وباحثة، تعد هان أيضًا عضوًا في الأكاديمية الأمريكية للفنون والعلوم، والأكاديمية الأمريكية لعلم الأحياء الدقيقة، والأكاديمية الوطنية للطب، والأكاديمية الوطنية للعلوم. وهي أيضا عضو في المجلس الاستشاري لبرنامج مؤسسة بيل وميليندا غيتس لمكافحة فيروس نقص المناعة البشرية / الإيدز وعملت في العديد من مجموعات مستشاري المعاهد الوطنية للصحة. 

## ابحاث
التقت هان بروبرت جالو عندما كانت طالبة في جامعة ميونيخ التقنية، وهو عالم فيروسات وباحثٌ في المعهد الوطني للسرطان في بيثيسدا بولاية ماريلاند. ركزت معظم أبحاثه على سرطان الدم، وهو المرض الذي أودى بحياة أخته في سن مبكرة. كان أحد المجالات الرئيسية التي تهم جالو الفيروسات القهقرية المسببة للأورام.  أثار هذا اهتمام هان لأن فيروس اللوكيميا البقري هو مثال على مثل هذا الفيروس الارتجاعي. أصبحت رغبة هان في العمل في مختبر جالو ممكنة عندما تلقت زمالة من مؤسسة العلوم الألمانية.
غادرت هان منزلها في ألمانيا وبدأت البحث في المعهد الوطني للسرطان في 1 مايو 1982.  هناك، بدأت بحثها في أصول فيروس نقص المناعة البشرية / الإيدز. لقد أصبح الإيدز منتشراً في الولايات المتحدة قبل عام من وصولها. جميع المرضى المصابين بهذا المرض هم من الذكور المثليين وأظهروا أعراض سرطان الجلد وشكل فريد من الالتهاب الرئوي. كان مختبر جالو يدرس تفشي المرض الجديد وانضم هان إلى التحقيق.
في عام 1983، انضم جورج شو إلى مختبر جالو وبدأ هو وهان في التعاون في بحثهما. بعد زميل باحث، ميكولاس بوبوفيتش، نجح في زراعة الفيروس وعزله، استنساخ هان وشو جينوم الفيروس، ليصبحوا أول علماء يفعلون ذلك. 
وتمكنوا من تحديد أن الفيروس المعزول المعزول هو سبب الإيدز. واستمروا في اكتشاف أن فيروس نقص المناعة البشرية نشأ من سلالات الشمبانزي والغوريلا وسلالات المانجابي الساطعة من فيروس نقص المناعة البشرية. استخدم فريقهم تقنيات البحث غير الغازية من أجل دراسة الأنواع المهددة بالانقراض من الرئيسيات في البرية. خلافا للرأي العلمي السائد، وجد هان أن يسبب المرض في مضيفيه، وأن الشمبانزي يمثل خزان فيروس نقص المناعة البشرية. واكتشفت أيضًا أن يمكن أن ينتقل عن طريق الاتصال الجنسي وعن طريق حليب الثدي بين الشمبانزي. وقد قامت أيضًا باستنساخ فيروس نقص المناعة البشرية -2 وصنف المتغيرات الجينية لفيروس نقص المناعة البشرية -1 ومقاومتها للأدوية.
نشر هان وشو العديد من الأوراق البحثية (بما في ذلك مقالة غلافية عن الطبيعة ) وفي عام 1985 تم تجنيدهم من قبل جامعة ألاباما في مركز السرطان الشامل في برمنغهام لقيادة وإجراء أبحاث الفيروسات القهقرية البشرية.  تفوق كلاهما في عملهما واستمر هان ليصبح أستاذًا متميزًا في أقسام علم الأحياء الدقيقة والطب بالإضافة إلى العمل كمدير مشارك في مركز أبحاث الإيدز في UAB. تزوجت هان وشريكها البحثي منذ فترة طويلة جورج شو في عام 1988.
بعد العمل في UAB، انتقل Hahn and Shaw إلى مركز أبحاث الإيدز في جامعة بنسلفانيا في عام 2011.  هناك استخدمت عينات البراز غير الغازية للتحقيق في SIV وفيروس نقص المناعة البشرية في السكان الرئيسيين. وقد شمل بحثها أيضًا أصول طفيل الملاريا البشري، Plasmodium falciparum. تحديد أن P. falciparum تم نقله إلى البشر من الغوريلا في حدث واحد في غرب إفريقيا.  

## تفاصيل البحث
أجرت هان بحثها من منظور تطوري عند دراسة آليات المرض ووظيفة الجين HIV / SIV. فيروسات نقص المناعة البشرية (SIVs) هي نوع من الفيروسات القهقرية القادرة على إصابة عدد لا يحصى من أنواع الرئيسيات غير البشرية الموجودة في أفريقيا. 
اكتشف هانه اكتشافًا مذهلًا أن بعض المتعايشين مع فيروس نقص المناعة البشرية قد اجتازوا بين البشر وبعض أنواع الرئيسيات غير البشرية عدة مرات لينتج عنها نوعان 1 و2 من فيروس نقص المناعة البشرية (HIV). كان الفيروسان اللذان حددتهما هما SIVcpz من الشمبانزي ( Pan troglodytes ) وSIVsmm من mangabeys sooty ( Cercocebus atys ).  أدى إدراك أن نقل SIVs قد ولّد فيروس نقص المناعة البشرية قاد هان إلى استنتاج أن وجود متلازمة نقص المناعة المكتسب (الإيدز) كان بسبب العدوى بين الأنواع البشرية من قبل عدسات الفيروسات من أصل الرئيسيات.
كان التحليل الدقيق للدرجة العالية من الارتباط بين الشمبانزي والبشر محل تركيز رئيسي في مختبر هانه. مع العلم أن الشمبانزي والبشر يشتركان في أكثر من 98 ٪ من هوية التسلسل عبر الجينومات الخاصة بهم، سعى هانه إلى الكشف عن الاختلافات الدقيقة في التفاعلات بين الفيروس والمضيف التي تسبب اختلافات في الإمراض الفيروسي.  حقق هان تقدمًا في فهم أصل خزانات HIV-1 وSIVcpz وخزانات SIVcpz الطبيعية. 
أسفرت تجربة واحدة أجريت على خمسين شمبانزي عن امتلاك اثنين فقط من الأجسام المضادة المتفاعلة المتفاعلة لـ HIV-1، والتي أظهرت معدل عدوى SIVcpz أقل بكثير مقارنة بالعدوى الأخرى التي تحدث بشكل طبيعي. تشير هذه النتيجة إلى وجود مصدر ثالث غير معروف يمكن أن يكون البشر والشمبانزي قد اكتسبوا الفيروس منه. 
أفادت دراسة أخرى أن الشمبانزي المسمى نوح كان لديه فيروس يسمى SIVcpzANT يتجمع مع SIVcpzGAB1 (وسلالات فيروس نقص المناعة البشرية -1) في الأشجار الوراثية ولكن كان بعيدًا مرتين عن سلالات SIVcpzGAB1 وHIV-1 كما كانا من بعضهما البعض. وقد أدى ذلك إلى مزيد من الدعم لمصدر ثالث غير معروف هو خزان SIVcpz الحقيقي. 
كان هان قادرًا على إثبات النظرية الأصلية من خلال تحليل سلالة SIVcpz فيما يتعلق بالأصل النوعي لمضيف الشمبانزي المصاب.  وأظهرت دراساتها أن الشمبانزي الذي كان يحمل فيروسات مشابهة لفيروس HIV-1 وبعضه ينتمي إلى نفس المجموعة. حزب العمال. من ناحية أخرى، كان نوح، الشمبانزي مع الفيروس الذي كان بعيدًا للغاية، هو Pt schweinfurthii. أثبت هذا أن أصل مضيف الشمبانزي في نوع فرعي كان هو المسؤول عن نوعين مختلفين من السلالات الجينية لسلالات SIVcpz. كما دعم تحليل هان الوراثي للسلالات بعناية أن مصدر فيروس نقص المناعة البشرية -1 كان الشمبانزي التي كانت أعضاء في Pt troglodytes.

## الأوسمة والجوائز
- 1999، مستفيدة، مجلة برمنغهام للأعمال، أعلى برمنغهام للنساء [13]
- 2001، حاصل على جائزة ماكس كوبر للتميز البحثي [14]
- 2002، واحدة من «أهم 50 امرأة في العلوم»، مجلة Discover [15]
- 2010، زميل الأكاديمية الأمريكية لعلم الأحياء الدقيقة، الجمعية الأمريكية لعلم الأحياء الدقيقة
- 2012، زميل الأكاديمية الوطنية للعلوم [16]
- 2014، محاضرة وينفورد ب. لارسون، جامعة مينيسوتا [4]
- 2016، منتخب، الأكاديمية الأمريكية للفنون والعلوم [5]

## المراحع
1. ↑   http://www.nasonline.org/member-directory/members/3014142.html. اطلع عليه بتاريخ 2018-02-26. {{استشهاد ويب}}: |url= بحاجة لعنوان (مساعدة) والوسيط |title= غير موجود أو فارغ (من ويكي بيانات) (مساعدة)
2. 1 2  "Beatrice Hahn, MD". Center for HIV/AIDS Vaccine Immunology. مؤرشف من الأصل في 2014-10-13. اطلع عليه بتاريخ 2016-04-02.
3. 1 2 3 4 5 6 7 8  Viegas، Jennifer (23 أبريل 2013). "Profile of Beatrice H. Hahn". Proceedings of the National Academy of Sciences. ج. 110 ع. 17: 6613–6615. Bibcode:2013PNAS..110.6613V. DOI:10.1073/pnas.1305711110. ISSN:0027-8424. PMC:3637689. PMID:23589843.
4. 1 2  "Microbiology, Immunology, and Cancer Biology Seminar Series: Winford P. Larson Lectureship". University of Minnesota. مؤرشف من الأصل في 2018-10-20. اطلع عليه بتاريخ 2018-10-19.
5. 1 2  Kreeger، Karen (21 أبريل 2016). "Beatrice H. Hahn, MD, Virologist from Penn's Perelman School of Medicine Elected to American Academy of Arts and Sciences". Penn Medicine. مؤرشف من الأصل في 2020-07-13. اطلع عليه بتاريخ 2018-10-19.
6. 1 2  "Beatrice Hahn and George Shaw, Pioneers in HIV Research, to Join Penn Medicine". Penn Medicine. 23 سبتمبر 2010. مؤرشف من الأصل في 2020-07-13. اطلع عليه بتاريخ 2018-10-19.
7. ↑  "Research Teams". CHAVI-ID. مؤرشف من الأصل في 2020-03-16. اطلع عليه بتاريخ 2020-01-29.
8. ↑  "Beatrice H. Hahn, MD, Virologist from Penn's Perelman School of Medicine Elected to American Academy of Arts and Sciences". Penn Medicine News. Penn Medicine. مؤرشف من الأصل في 2020-07-13. اطلع عليه بتاريخ 2020-01-29.
9. ↑  "Beatrice H. Hahn, M.D." Perelman School of Medicine. University of Pennsylvania. مؤرشف من الأصل في 2018-05-28. اطلع عليه بتاريخ 2016-04-02.
10. 1 2 3 4 5  Sharp، Paul؛ Hahn، Beatrice (27 أغسطس 2010). "The evolution of HIV-1 and the origin of AIDS". Philosophical Transactions of the Royal Society B: Biological Sciences. ج. 365 ع. 1552: 2487–2494. DOI:10.1098/rstb.2010.0031. PMC:2935100. PMID:20643738.
11. ↑  University of Alabama at Birmingham (26 مايو 2006). "Researchers Confirm HIV-1 Originated In Wild Chimpanzees". Science Daily. مؤرشف من الأصل في 2019-02-01. اطلع عليه بتاريخ 2018-10-19.
12. ↑  Sharp، Paul؛ Bailes، E؛ Chaudhuri، R؛ Rodenburg، CM؛ Santiago، MO؛ Hahn، BH (29 يونيو 2001). "The origins of acquired immune deficiency syndrome viruses: where and when?". Philosophical Transactions of the Royal Society of London. Series B: Biological Sciences. ج. 356 ع. 1410: 867–76. DOI:10.1098/rstb.2001.0863. PMC:1088480. PMID:11405934.
13. ↑  "Past Honorees BBJ's Top Birmingham Women, 1989-2000". Birmingham Business Journal. مؤرشف من الأصل في 2020-07-13. اطلع عليه بتاريخ 2018-10-19.
14. ↑  "Dr. Beatrice H. Hahn". Who's Who in Health Care: Creel-Hall. 13 أكتوبر 2002. مؤرشف من الأصل في 2018-10-20. اطلع عليه بتاريخ 2018-10-19.
15. ↑  Svitil، Kathy (1 نوفمبر 2002). "The 50 Most Important Women in Science". Discover. مؤرشف من الأصل في 2019-11-20. اطلع عليه بتاريخ 2014-12-21.
16. ↑  Baillie، Katherine Unger (1 مايو 2012). "Three Penn Faculty Elected to the National Academy of Sciences". Penn Today. مؤرشف من الأصل في 2018-10-20. اطلع عليه بتاريخ 2018-10-19.